# Saint-Privé (Yonne)
Saint-Privé ist eine französische Gemeinde mit 518 Einwohnern (Stand: 1. Januar 2022) im Département Yonne in der Region Bourgogne-Franche-Comté; sie gehört zum Arrondissement Auxerre und zum Kanton Cœur de Puisaye (bis 2015: Kanton Bléneau).

## Geographie
Saint-Privé liegt etwa 44 Kilometer westsüdwestlich von Auxerre am Loing. Im Gemeindegebiet entspringt auch sein Zufluss Beaune. Umgeben wird Saint-Privé von den Nachbargemeinden Champcevrais im Norden, Champignelles im Norden und Nordosten, Villeneuve-les-Genêts im Nordosten, Saint-Fargeau im Osten, Saint-Martin-des-Champs im Osten und Südosten, Lavau im Süden, Champoulet im Südwesten sowie Bléneau im Westen.

## Bevölkerungsentwicklung
| Jahr                      | 1962 | 1968 | 1975 | 1982 | 1990 | 1999 | 2006 | 2013 |
| Einwohner                 | 611  | 519  | 436  | 448  | 458  | 480  | 540  | 566  |
| Quelle: Cassini und INSEE |      |      |      |      |      |      |      |      |

## Sehenswürdigkeiten
- Kirche Saint-Privat, seit 1907 Monument historique

## Persönlichkeiten
- Henri Harpignies (1819–1916), Maler